# Tokarp, Linköping

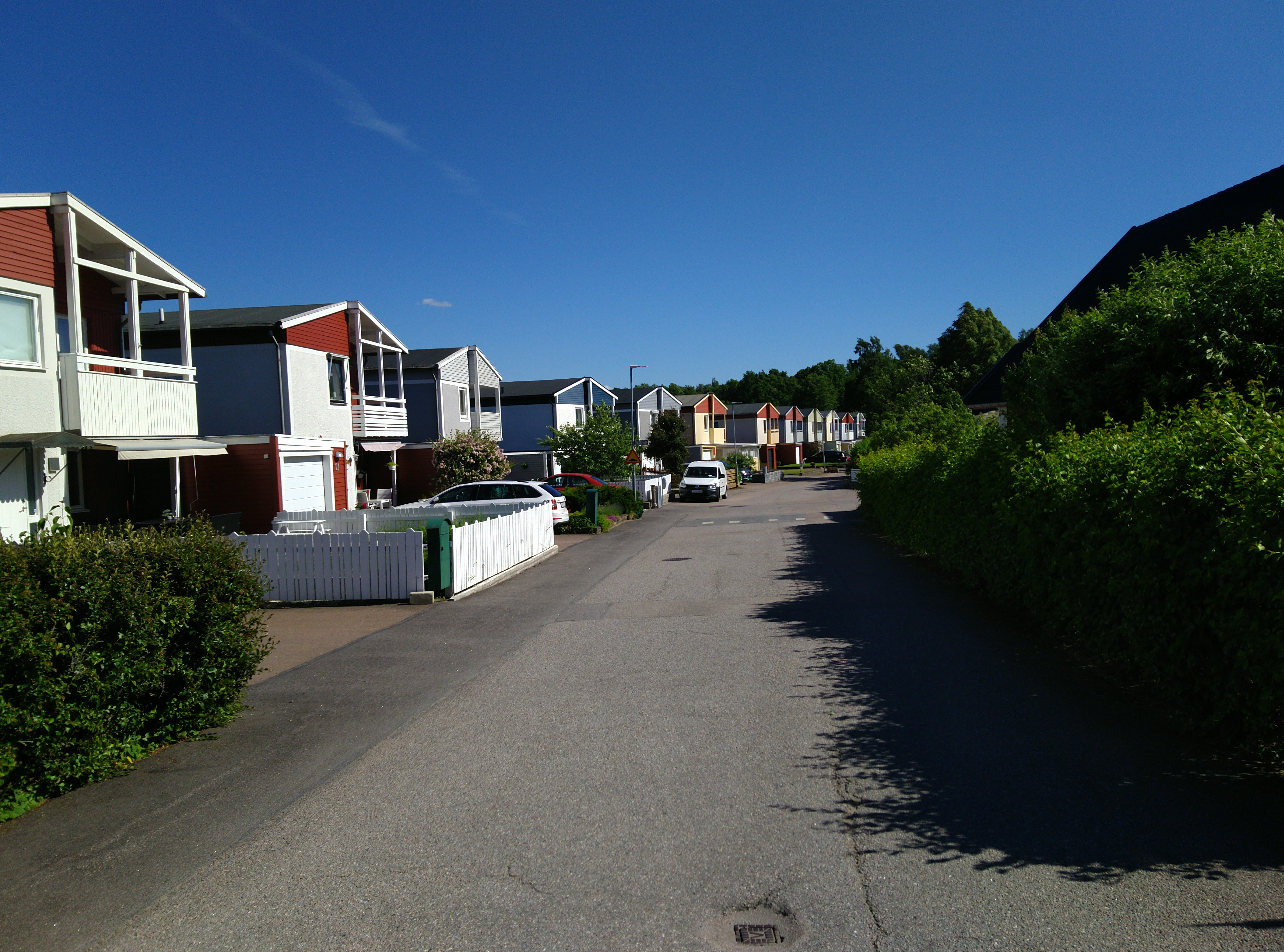
Fårullsvägen

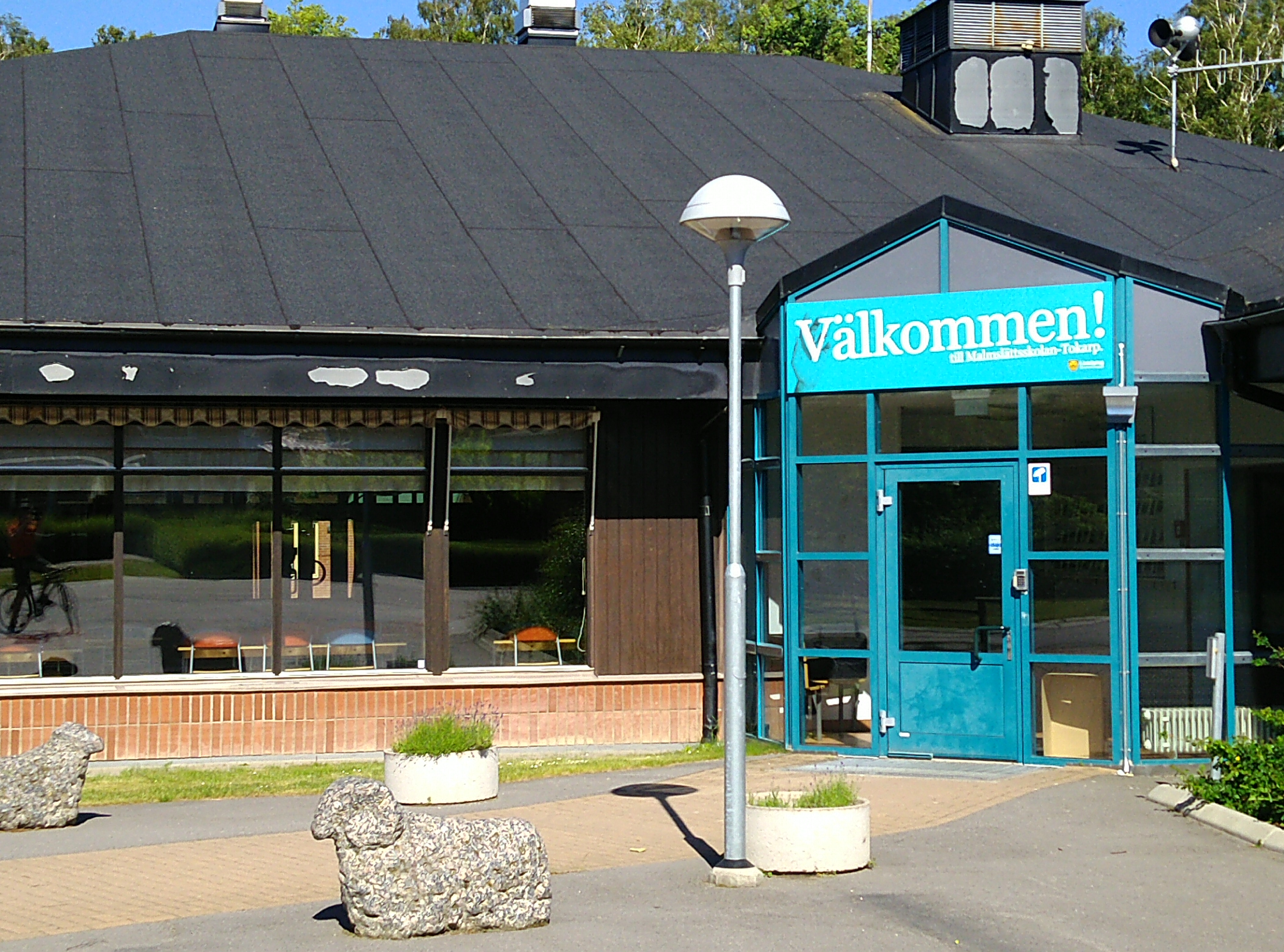
Tokarpsskolan

Tokarp är en del av tätorten Malmslätt. Där finns bland annat Tokarpsskolan och en privat väderstation. Sveriges före detta EU-minister Birgitta Ohlsson växte upp i Tokarp.